# Улица Потылиха
У́лица Поты́лиха (до 13 апреля 1967 года — у́лица Кра́сный Луг) — улица, расположенная в Западном административном округе города Москвы на территории района Дорогомилово.

## История
Улица получила современное название по расположению в местности Потылиха. До 13 апреля 1967 года называлась у́лица Кра́сный Луг по Красному (в значении «тёплый») лугу, располагавшемуся на южном склоне приречной возвышенности.

## Расположение
Улица Потылиха проходит от Бережковской набережной на северо-запад и примыкает к Третьему транспортному кольцу (фактически улица является частью транспортной развязки Третьего транспортного кольца с Бережковской набережной и Воробьёвским шоссе). Между улицей и Третьим транспортным кольцом проходят пути Малого кольца Московской железной дороги. У северного конца улицы расположено станционное здание полустанка Потылиха. У южного конца улицы находятся Бережковский мост Третьего транспортного кольца и Лужнецкий мост Малого кольца Московской железной дороги. Западнее улицы, за Третьим транспортным кольцом, находится устье реки Сетунь.

## Примечательные здания и сооружения
По нечётной стороне:
По чётной стороне:
- № 54-б — здесь в 1934—1940 годах жил С. М. Эйзенштейн[3].

## Транспорт

### Наземный транспорт
По улице Потылиха без остановок проходит маршрут автобуса 806 Стадион «Лужники» — Метро «Раменки» (только при движении к метро «Раменки», обратно — через 1-й Сетуньский проезд).
У южного конца улицы, на Воробьёвском шоссе, расположена остановка «Воробьёвское шоссе» автобусов м17, 91, 91к, 119, 266, 320, 394, 791, 806, т7, т34.

### Метро
- Станция метро «Спортивная» Сокольнической линии — юго-восточнее улицы, на улице Хамовнический Вал

### Железнодорожный транспорт
- Станция МЦК «Лужники» — юго-восточнее улицы, на улице Хамовнический Вал